# G4・V-Democracy 2019-
「G4・Ⅴ-Democracy 2019-」（ジーフォー・ファイブ・デモクラシー・にせんじゅうく）は、2019年7月2日にLSGから発売の、GLAYの通算57作目のシングル。このページではセブン-イレブン限定販売である「G4・Ⅶ-Eleven-」（ジーフォー・セブン・イレブン）についても記述する。

## 概要
前作「愁いのPrisoner/YOUR SONG」以来、およそ8か月ぶり、G4シリーズとしては「G4・IV」以来約3年ぶり、令和に入ってからは初のCDシングルとしてのリリースとなる。
CDの内容はCD+DVD盤、CD only盤共通。1曲目にはホールツアー「セブン−イレブン Premium Live GLAY HERITAGE 2019」にて先行披露された「JUST FINE」、2曲目にはアニメ「ダイヤのA actII」のオープニングテーマで、4月2日よりTVサイズが先行配信されていた「はじまりのうた」、3曲目には「劇場版ファイナルファンタジーXIV 光のお父さん」の主題歌として制作された「COLORS」、4曲目には前作に収録された「YOUR SONG」を、MISIAとのコラボバージョンで収録。
CD+DVD盤に付属するDVDには「JUST FINE」「COLORS」のミュージック・ビデオを収録。両曲ともハワイで撮影され、そのメイキングも収録される。
同日にセブン-イレブン限定で発売される「G4・Ⅶ-Eleven-」はCD、DVD共に上記とは内容が異なっており、前者には「JUST FINE」「愁いのPrisoner(ピアノ＆ストリングスVer.)」の2曲を収録。後者には「DEMOCRACY MOVIE」と、「JUST FINE」「愁いのPrisoner」のミュージック・ビデオ、そして「GREAT VACATION(GLAY 15th Anniversary Special Live 2009 THE GREAT VACATION in NISSAN STADIUM) 」と「BEAUTIFUL DREAMER(GLAY DOME TOUR 2005 WHITE ROAD in TOKYO DOME)」の、計5曲を収録。

## 記録
オリコン週間シングルチャート(2019年7月15日付)では、初週で36,617枚を売り上げ、2位を獲得。

## 収録曲

### CD+DVD盤、CD only盤

#### CD
1. JUST FINE
作詞・作曲:TAKURO
2. はじまりのうた
作詞・作曲:TERU
3. COLORS
作詞・作曲:TERU
オフィシャルでは「TERU作詞・作曲の珠玉のミディアムバラード。同映画にて描かれる父と子の関係性を絶妙に表現した歌詞が印象的な1曲」と紹介された[2]。
6月7日より配信開始[5]。
4. YOUR SONG feat. MISIA

#### DVD(CD+DVD盤)
1. JUST FINE(music video)
2. COLORS(music video)
3. GLAY MAKING OF HAWAII

### G4・Ⅶ-Eleven-

#### CD
1. JUST FINE
2. 愁いのPrisoner(ピアノ＆ストリングスVer.)

#### DVD
1. DEMOCRACY MOVIE
2. JUST FINE(Music Video)
3. 愁いのPrisoner(Music Video)
4. GREAT VACATION(GLAY 15th Anniversary Special Live 2009 THE GREAT VACATION in NISSAN STADIUM)
5. BEAUTIFUL DREAMER(GLAY DOME TOUR 2005 WHITE ROAD in TOKYO DOME)

## 収録アルバム
JUST FINE
- NO DEMOCRACY

はじまりのうた
- NO DEMOCRACY
- REVIEW II -BEST OF GLAY-
- DRIVE 2010〜2026 -GLAY complete BEST

COLORS
- NO DEMOCRACY
- REVIEW II -BEST OF GLAY-
- DRIVE 2010〜2026 -GLAY complete BEST